# Belo (Camerún)
Belo es un municipio del departamento de Boyo de la región del Noroeste, Camerún. En noviembre de 2005 tenía una población censada de 40 757 habitantes.
Se encuentra ubicado cerca de la frontera con Nigeria.